# Wstęga Warty
Wstęga Warty – neomodernistyczny apartamentowiec zlokalizowany nad brzegiem Warty w centrum Poznania, w dzielnicy Grobla, opodal skweru Łukasiewicza.
Budynek został zaprojektowany przez Jerzego Gurawskiego i Przemysława Cieślaka, a wybudowany przez firmę Skanska S.A. i oddany do eksploatacji w 2000. Był pierwszym luksusowym apartamentowcem w Poznaniu po roku 1945. Do wykonania zastosowano m.in. materiały drewniane. Elewacja wpasowana w otoczenie poprzez zastosowanie miękkiego, wijącego się przebiegu w terenie. Na elewacji od strony rzeki zaprojektowano balkony. Budynek mieści m.in. basen i siłownię.